# NGC 7135
NGC 7135 = IC 5136 ist eine aktive elliptische Galaxie mit ausgedehnten Sternentstehungsgebieten vom Hubble-Typ E/S0 im Sternbild Piscis Austrinus am Südsternhimmel. Sie ist schätzungsweise 119 Millionen Lichtjahre von der Milchstraße entfernt und hat einen Durchmesser von etwa 75.000 Lj.
Im selben Himmelsareal befinden sich u. a. die Galaxien NGC 7130 und IC 5131.
Das Objekt wurde am 23. September 1834 von John Herschel entdeckt.